# Doughboy

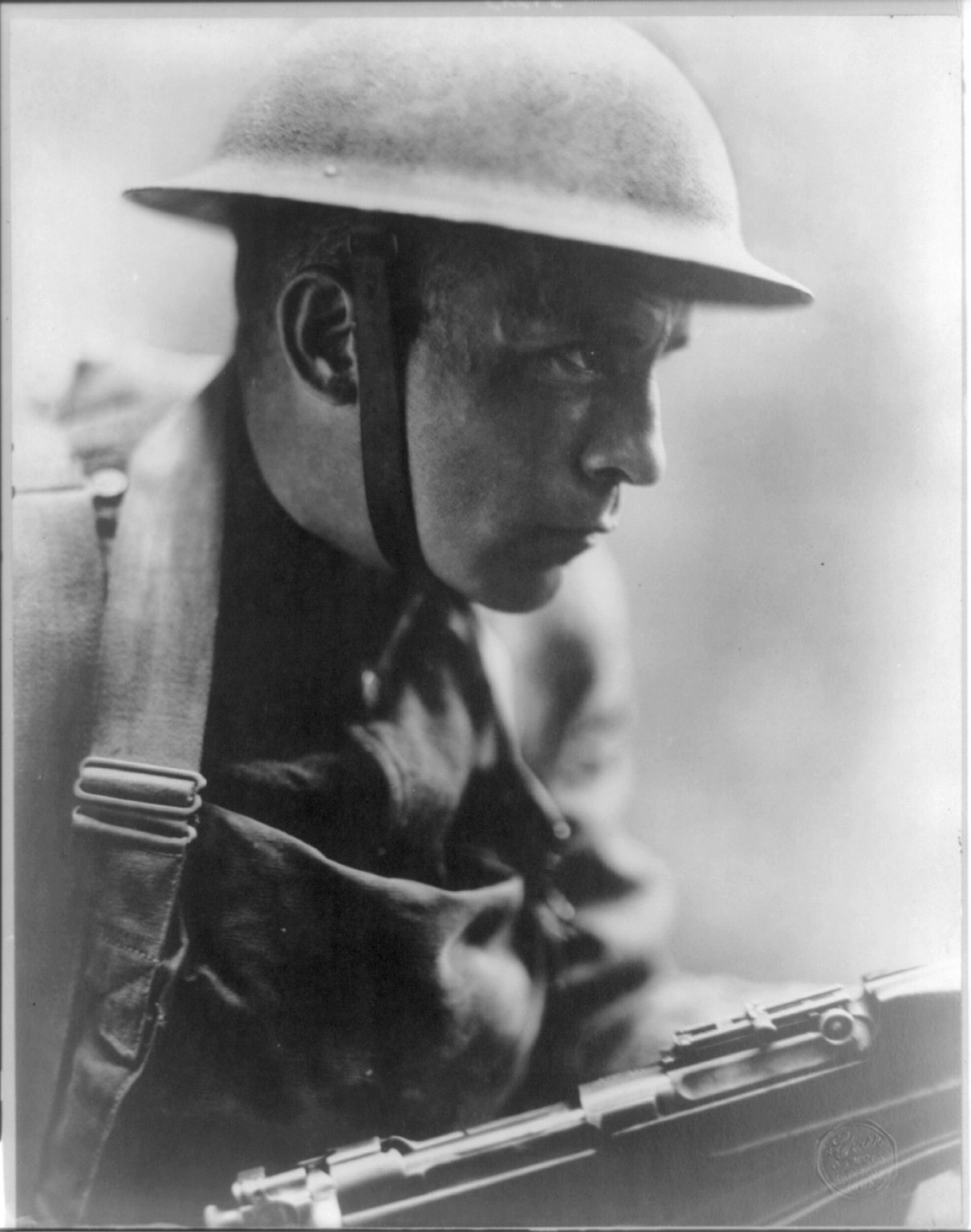
Primer plano de un "doughboy" con uniforme de combate

"Doughboy" era un apodo popular para denominar a los (soldados de infantería estadounidenses durante la Primera Guerra Mundial. Aunque el origen del término es incierto, todavía se usaba a principios de la década de 1940, cuando fue reemplazado gradualmente por "G.I." a medida que la siguiente generación se alistó en la Segunda Guerra Mundial.

## Antecedentes

### Filología
El origen del término no está claro. La palabra ya circulaba ampliamente un siglo antes, tanto en Gran Bretaña como en Estados Unidos, aunque con significados diferentes. Por ejemplo, los marineros del almirante Horatio Nelson y los soldados del Duque de Wellington en España estaban familiarizados con las albóndigas de harina fritas llamadas "doughboys", precursoras del término moderno "dónut". Independientemente, en Estados Unidos, el término se había aplicado a los jóvenes aprendices de panadero, es decir, a los "dough-boys". En Moby Dick (1851), Herman Melville apodó a un tímido camarero como "Doughboy".

### Edad promedio
Los soldados de infantería reclutados para la Primera Guerra Mundial eran muy jóvenes, a menudo adolescentes. La edad promedio de un "doughboy" en la Primera Guerra Mundial era de menos de 25 años. El 57% de los soldados de infantería eran menores de 25 años, y algunos se alistaban con tan solo diecisiete años.

## Historia

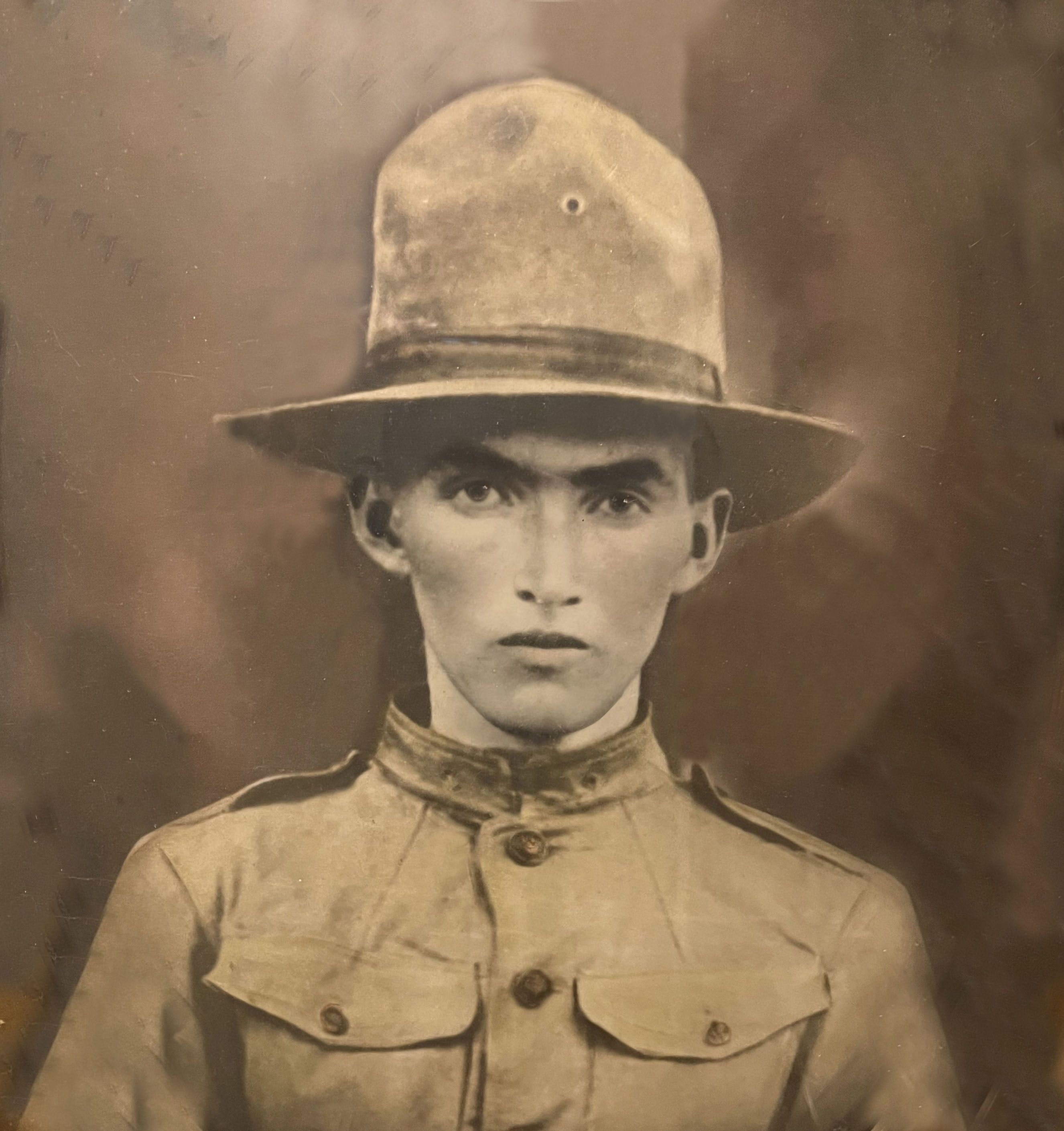
Fotografía coloreada de la Primera Guerra Mundial de un doughboy muy joven

El término "doughboy" aplicado a la infantería del Ejército de los Estados Unidos aparece por primera vez en los relatos de la Intervención estadounidense en México de 1846-1848, sin otros precedentes documentados. Se han propuesto diversas teorías para explicar este uso:
- Los soldados de caballería usaban el término para burlarse de los soldados de infantería, porque los botones de latón de sus uniformes se parecían a las albóndigas de harina o pasteles de masa llamados "doughboys",[3][10] o por la harina o la arcilla blanca que usaban para pulir sus cinturones blancos.[10][11]
- Los observadores notaron que las fuerzas de infantería estadounidenses estaban constantemente cubiertas de polvo calcáreo tras marchar por el terreno árido del norte de México, lo que les daba a los hombres la apariencia de masa de pan sin cocer o de los ladrillos de barro de la zona conocidos como adobes, donde el "adobe" se transformaba en "dobies" y luego en "doughboy".[11]
- El método de los soldados para cocinar las raciones de combate de las décadas de 1840 y 1850 en brebajes pastosos de harina y arroz horneados en las cenizas de una fogata. Esto no explica por qué solo los soldados de infantería recibieron el apelativo.[11]

Una explicación del uso del término en la Primera Guerra Mundial es que las voluntarias del Ejército de Salvación fueron a Francia a cocinar millones de rosquillas y llevárselas a las tropas en el frente, aunque esta explicación ignora el uso del término en la guerra anterior. Una explicación jocosa del origen del término fue que, en la Primera Guerra Mundial, los soldados de infantería fueron "amasados" en 1914, pero no se levantaron hasta 1917.

### Posguerra
Ejemplos de la época del período de entreguerras y de la Segunda Guerra Mundial incluyen la canción de 1942 "Johnny Doughboy Found a Rose in Ireland", grabada por Dennis Day, Kenny Baker y Kay Kyser, entre otros; la película musical de 1942 "Johnny Doughboy" y el personaje "Johnny Doughboy" en "Military Comics".

## Monumentos y memoriales
Una popular escultura producida en masa de la década de 1920, llamada "Spirit of the American Doughboy", muestra a un soldado estadounidense con uniforme de la Primera Guerra Mundial.
En septiembre de 2024, el Monumento Nacional a la Primera Guerra Mundial de Washington D. C. inauguró la escultura "El viaje de un soldado", que representa a un soldado solitario que abandona su hogar, presencia la muerte y la destrucción en el frente y regresa.